# Loi relative à la lutte contre le terrorisme et aux atteintes à la sûreté de l'État
La loi n°86-1020 relative à la lutte contre le terrorisme et aux atteintes à la sûreté de l’État est un texte juridique français promulgué le 9 septembre 1986.
Cette loi définit la notion de terrorisme et en tire des conséquences procédurales : 
- extension de la durée de la garde à vue à quatre jours,
- report de l’intervention de l’avocat à la 72e heure de garde à vue,
- alourdissement des peines,
- incrimination de l’apologie de terrorisme,
- indemnisation des victimes de terrorisme (alimenté par un fonds prélevé sur les assurances privées)[1],
- autorisation des perquisitions domiciliaires même sans l’assentiment des personnes suspectées,
- exemption de peines pour des criminels qui empêchent la réalisation d’un attentat.

Le texte crée un corps spécialisé de juges d’instruction et de procureurs, le service central de lutte antiterroriste, communément appelé «14e section du parquet», ou encore «section antiterroriste au Parquet de Paris», pour traiter tous les dossiers de terrorisme,. Pour les crimes de terrorisme, sont institués les procès devant des magistrats professionnels à la cour d’assises de Paris, ce qui constitue une exception à la règle du procès de cour d’assises devant un jury populaire. 
Quelques mois plus tard, certaines dispositions de cette loi contre le terrorisme ont été promulguées exceptionnellement avec effet rétroactif : il s'agit des dispositions sur l'indemnisation des victimes, d'une part, et celle permettant de faire comparaitre les terroristes devant une cour composée uniquement de magistrats professionnels,,.